# معبد شیئوفونه‌کاننون

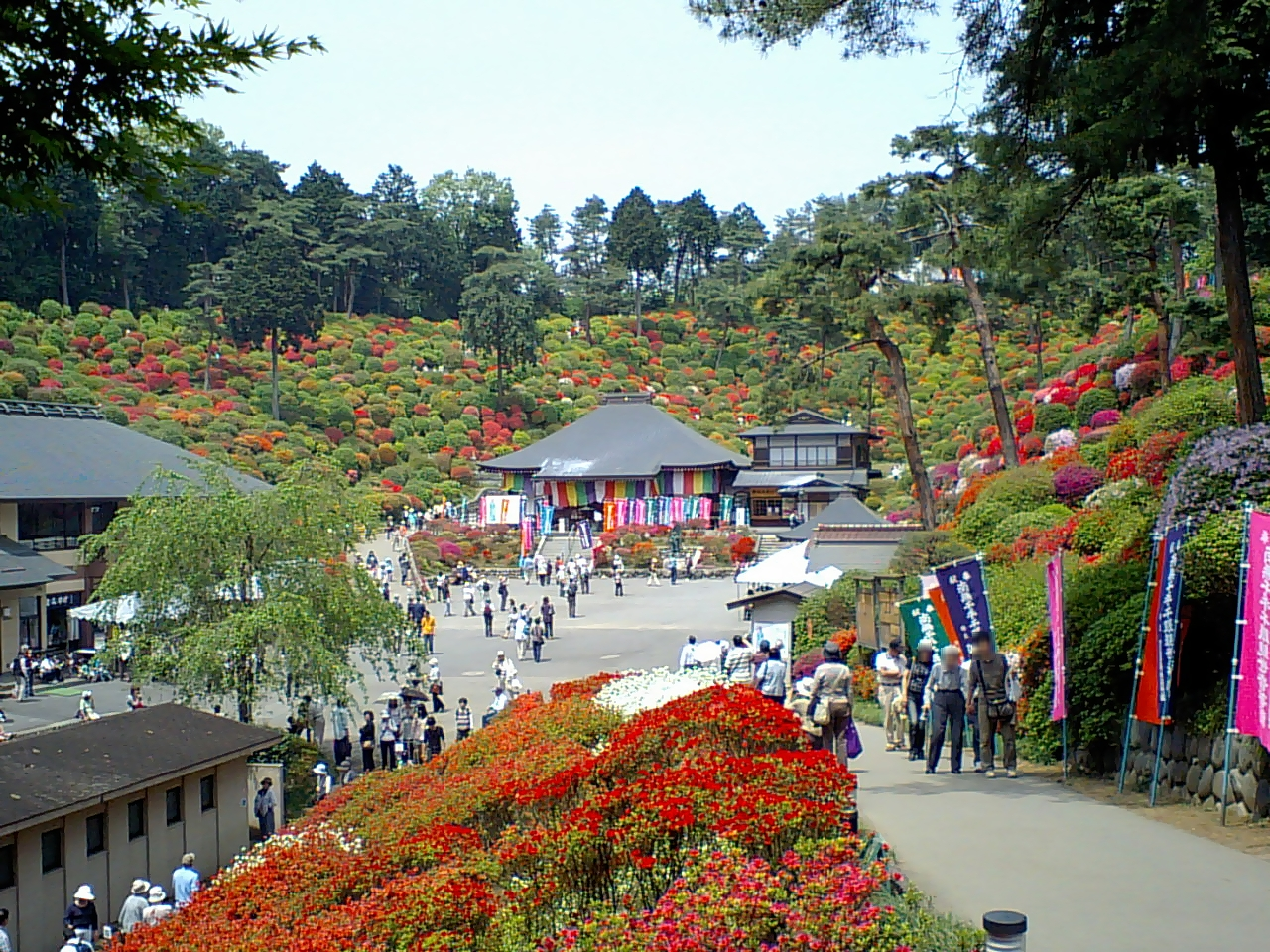
معبد شیئوفونه‌کاننون در بهار.

شیئوفونه‌کاننون (به ژاپنی: 塩船観音寺) در اومه در منطقه تامای توکیو، پایتخت ژاپن واقع شده‌است. این معبد در سال ۶۴۵ میلادی ساخته شده و یکی از میراث‌های پرارزش فرهنگی توکیو محسوب می‌شود. گل‌های آزالیا در ماه مه، پنجمین ماه میلادی زیبایی خاصی در باغ معبد دارند.

## رسیدن به معبد
- خط اومه وابسته به جی آر ایستگاه هیگاشی اومه سپس با ماشین در حدود ۱۵ دقیقه راه است.
- خط اومه وابسته به جی آر ایستگاه کابه با استفاده از اتوبوس نیشی توکیو که در جنب در شمالی معبد ایستگاه دارد، می توان تا معبد رفت.